# Prelatúra
A prelatúra (vagy prelatura) a katolikus egyház belső joga (kánonjog) szerinti jogi személy, amelynek élén a prelátus áll. A prelatúrára vonatkozó egyetemes (a teljes római katolikus egyházon belül érvényes) szabályokat az Egyházi Törvénykönyv (CIC. – Codex Iuris Canonici) tartalmazza. A CIC. a prelatúra két fajtáját a területi és a személyi prelatúrát alkotja meg.

## Területi prelatúra
- „A területi prelatúra Isten népének egy területileg körülhatárolt része, melynek gondozása különleges körülmények miatt valamely prelátusra van bízva, aki azt megyés püspök módjára, annak saját pásztoraként kormányozza.”[CIC. 370. kánon] A területi prelatúra az egyházmegyéhez, a területi apátsághoz, az apostoli vikariátushoz, az apostoli prefektúrához és az állandó jelleggel létesített apostoli kormányzósághoz hasonlóan részegyháznak minősül. A prelátus általában a megyés püspökkel a jogban egy tekintet alá esik, így megilleti mindaz a rendes, saját és közvetlen hatalom, ami lelkipásztori feladatának gyakorlásához szükséges. [CIC.381.kán.].

## Személyi prelatúra
- A személyi prelatúra a területivel szemben a papok megfelelő elosztásának elősegítésére vagy különös lelkipásztori, illetve missziós feladatok ellátására bizonyos területeken vagy bizonyos társadalmi csoportok körében az Apostoli Szentszék az érdekelt püspöki konferenciák meghallgatásával alapított, saját, az Apostoli Szentszéktől kapott (értsd: a pápa által jóváhagyott) szabályzattal rendelkező szervezet. Mivel élén klerikus áll (prelátus), jogi személy. [CIC 294-295. kán.].

A személyi prelatúra nem részegyház, nem egyfajta személyi egyházmegye. A prelatúrához tartozó személyek továbbra is a megyés püspök egyházi kormányzata alatt állnak, ezért a személyi prelatúrához nem a lakhely alapján tartoznak a Krisztus-hívők, hanem egy megállapodás révén csatlakoznak hozzá. A személyi prelatúra egy egyházmegyén belüli működéséhez a megyés püspök (helyi ordinárius) előzetes hozzájárulására van szükség.

## Prelátus
A katolikus egyházban szóhasználatában többjelentésű kifejezés:
1. prelatúra vezetője; 2. tágabb értelemben „főpap”; 3. pápai prelátus: a pápa által egyházmegyés papoknak kitüntetésként adományozott megtisztelő cím, minden különös joghatóság nélkül.